# Raffaele Storti
Raffaele Storti (ur. 19 grudnia 2000 r. w Lizbonie) – portugalski rugbysta występujący na pozycji skrzydłowego. Reprezentant kraju w odmianach piętnasto- i siedmioosobowej, uczestnik pucharu świata.

## Młodość
Jako dziecko Storti interesował się wieloma dyscyplinami sportu, m.in. pływaniem, gimnastyką, siatkówką, a w szczególności rugby i futsalem. Treningi rugby w klubie AEIS Técnico rozpoczął w wieku dziewięciu albo dziesięciu lat namówiony przez Jerónimo Portelę – kolegę ze szkoły Colégio do Sagrado Coração de Maria i późniejszego reprezentanta kraju, którego ojciec Miguel także występował w drużyną narodową na mistrzostwach świata.
Przez całą swoją karierę juniorską związany był z sekcją rugby klubu AEIS Técnico przy lizbońskiej uczelni Instituto Superior Técnico. W sezonie 2017/2018 zespół CR Técnico w kategorii U-18 sięgnął zarówno po mistrzostwo Portugalii, jak i po krajowy puchar.

## Kariera klubowa
W pierwszej drużynie CR Técnico zadebiutował wraz z Pedro Lucasem w maju 2018 roku w barażu o utrzymanie w Campeonato Nacional 1 – Técnico wygrało spotkanie z mistrzem drugiej ligi, CRAV 128:13, a Storti zdobył 9-krotnie przykładał piłkę w polu punktowym. W sezonie 2018/2019 zdobył najwięcej przyłożeń w lidze oraz dotarł do finału pucharu Portugalii. W mistrzostwach kraju występował do początków 2020 roku. 
Krótko później wraz z Jerónimo Portelą dołączył do urugwajskiego Peñarolu przygotowującego się do pierwszego sezonu zawodowych rozgrywek Súper Liga Americana de Rugby. W barwach klubu z Montevideo rozegrał zaledwie jedno, przegrane spotkanie z chilijskim Selknam, nim rozgrywki odwołano ze względu na wybuch pandemii COVID-19. W tej sytuacji Portugalczycy powrócili do swoich rodzimych klubów.
Reprezentując AEIS Técnico Storti wywalczył mistrzostwo Portugalii w sezonie 2020/2021, kiedy jego drużyna pokonała w finale GD Direito, zdobywając pierwszy tytuł od 23 lat.
Pod koniec sierpnia 2021 r. podpisał trzyletni kontrakt młodzieżowy z klubem francuskiej ekstraklasy Stade Français. W pierwszym roku występował w drużynie do lat 23 (Espoirs). Na sezon 2022/2023 został wypożyczony do Béziers w drugiej klasie rozgrywkowej. W 12 meczach zdobył tam 10 przyłożeń, mimo że już w marcu przedwcześnie zakończył sezon na skutek kontuzji. W chwili odniesienia urazu był liderem klasyfikacji zawodników z najwyższą liczbą przyłożeń w lidze. W maju 2023 roku jego wypożyczenie przedłużono o kolejny rok.

## Kariera reprezentacyjna
W reprezentacji Portugalii występował już począwszy od grup do lat 16. We wrześniu 2017 roku z reprezentacją do lat 18 wystąpił w mistrzostwach Europy w rugby 7, gdzie po zwycięstwie na poziomie Plate Portugalczycy zajęli ogółem miejsce piąte. 
Pod koniec 2017 roku Storti był także powoływany do kadry U-18 w odmianie piętnastoosobowej. Z zespołem tym w marcu 2018 roku uczestniczył w Mistrzostwach Europy, gdzie dotarł do meczu o trzecie miejsce przegranego 0:17 z Hiszpanią. Dwa miesiące później Storti raz jeszcze brał udział w 
Mistrzostwach Europy U-18 „siódemek”. Tam jednak Lobinhos zajęli czwarte miejsce na poziomie Plate i ósme ogółem.
Pod koniec roku, jeszcze przed 18. urodzinami został powołany na zgrupowanie reprezentacji do lat 20. Z zespołem tym w lipcu 2019 roku brał udział w turnieju World Rugby U-20 Trophy 2019, w którym zarówno Portugalia, jak i sam Storti okazali się być rewelacją rozgrywek. W trzech meczach grupowych gracz CR Técnico zdobył siedem przyłożeń, a w finale kolejne dwa, co jednak nie uchroniło jego drużyny przed porażką z Japonią 34:35. Jeszcze wcześniej, bo w kwietniu znalazł się w składzie do pierwszej reprezentacji w rugby 7 na turniej Hong Kong Sevens, a już w listopadzie debiutował w seniorskiej reprezentacji „piętnastek” w pierwszym meczu nowego selekcjonera, Patrice’a Lagisqueta. W rozgrywanym w São Paulo spotkaniu z Brazylią Storti zdobył też swoje premierowe przyłożenie. Jego występy w 2019 roku dały mu tytuł odkrycia sezonu 2018/2019 wg portugalskiej federacji rugby oraz nominację do nagrody dla najbardziej obiecującego sportowca (Jovem Promessa) wg Confederação do Desporto de Portugal.
Regularnie w pierwszej reprezentacji zaczął pojawiać się w 2021 roku. W rozgrywkach Rugby Europe Championship punktował w meczach z Rumunią, Hiszpanią i Holandią. W tym ostatnim zdobył pięć przyłożeń, stając się pierwszym zawodnikiem w historii portugalskiej drużyny narodowej, który w jednym spotkaniu zdobył więcej niż trzy przyłożenia. 
W 2022 roku brał udział w barażu międzykontynentalnym, ostatnim etapie kwalifikacji do Pucharu Świata w Rugby 2023. W spotkaniu z Hongkongiem Storti zdobył dwa z sześciu przyłożeń swojej drużyny, w decydującym meczu ze Stanami Zjednoczonymi dokładając jeszcze jedno. Portugalczycy zremisowali z USA po rzucie karnym w ostatniej akcji meczu skutecznie wykonanym przez Samuela Marquesa, czym zapewnili sobie awans do turnieju głównego.
W marcu 2023 roku grał w Rugby Europe Championship 2023 – w wygranym 27:10 półfinale z Hiszpanią doznał jednak poważnej kontuzji (uraz stawu i więzadeł), która wykluczyła go z dalszego udziału w turnieju.
Później tego samego roku, w sierpniu otrzymał powołanie na Puchar Świata, podczas którego zagrał we wszystkich czterech meczach grupowych (trzech z nich od pierwszej minuty). Zdobył w nich trzy przyłożenia – dwa w zremisowanym pojedynku z Gruzją i jedno w wygranym meczu z Fidżi. Było to pierwsze w historii zwycięstwo Portugalii na turnieju rangi mistrzostw świta.

## Życie osobiste
Jest synem Dantego Stortiego, Włocha pochodzącego z Urbino i Portugalki z Lizbony. Dante w młodości grywał na poziomie amatorskim w piłkę nożną
Jednocześnie z karierą sportową Storti ukończył studia na Instituto Superior Técnico na kierunku „inżynieria i zarządzanie procesami przemysłowymi”, po czym podjął dalsze studia biznesowe.
Z Jerónimo Portelą, początkowo kolegą ze szkoły, a później z reprezentacji, pozostał przyjacielem także w dorosłym życiu. Storti został drużbą na ślubie Porteli.